# Eva Uustal
Eva Katrin Uustal Fornell, född 11 oktober 1960 i Hässelby kyrkobokföringsdistrikt, Stockholm, är en svensk överläkare i gynekologi och obstetrik, verksam vid kvinnokliniken på Universitetssjukhuset i Linköping.
Uustal är en förespråkare för en mer hälsosam förlossningsvård. Uustal har varit engagerad i och forskat kring förlossningsskador sedan 1990-talet. 
2001 var hon med och skrev en nationell rapport med anvisningar om hur en skadad ändtarm ska sys ihop efter en förlossning, den första rapporten i sitt slag. Sedan 2011 leder hon det nationella arbetet med hur förlossningskador inte bara förebyggs, utan även diagnostiseras och följs upp. Uustal är initiativtagare till Bristningsregistret, där uppföljning görs av hur kliniker arbetar med förlossningsskador. Mellan 2015 och 2016 deltog hon i en statlig utredning om bättre förlossningsvård där metoder för att minska komplikationer och skador hos den födande kvinnan utreddes.